# Delém
Vladém Lázaro Ruiz Quevedo, mais conhecido como Delém (São Paulo, 15 de abril de 1935 — Buenos Aires, 28 de março de 2007) foi um futebolista e técnico de futebol brasileiro radicado na Argentina.
Delém é um dos grandes nomes da história do River Plate, como jogador e, principalmente, como descobridor de talentos, em seu trabalho nas categorias inferiores do time. Chegou, inclusive, a ser o segundo estrangeiro com mais gols pelo clube. Em 2011, foi considerado um de seus cem maiores ídolos, em lista da revista El Gráfico.
Chegou ao River após destacar-se com quatro gols em três partidas pela seleção brasileira contra a seleção argentina em 1960, ainda como jogador do Vasco da Gama. No país vizinho, também teve trabalhos reconhecidos sobretudo no Huracán, como vice-campeão argentino em 1975, e no Argentinos Juniors em 1979, passagem que fez de Delém o único brasileiro a ter sido técnico de Diego Maradona.

## Como jogador

### No futebol brasileiro

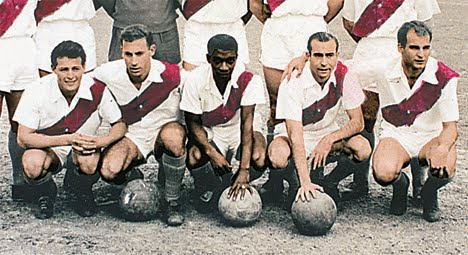
O ataque de cinco estrangeiros do River em 1961: o uruguaio Domingo Pérez, os brasileiros Delém e Moacir, o espanhol Pepillo e o brasileiro Roberto Frojuello.

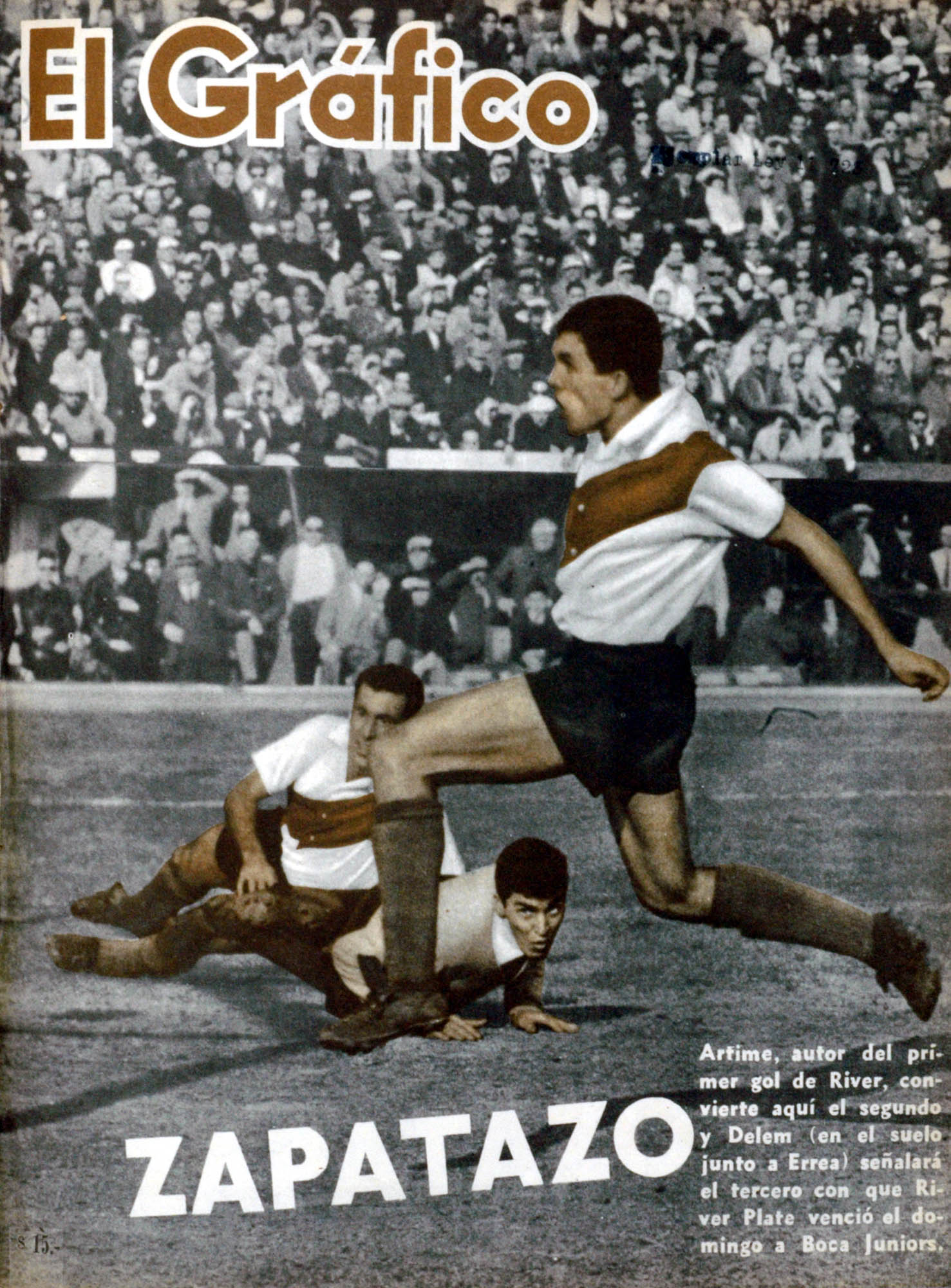
Cena do primeiro Superclásico de 1962, histórico por três gols do River em três minutos. Delém fez um e é o jogador caído junto com o goleiro Néstor Errea enquanto Luis Artime marca outro dos gols.

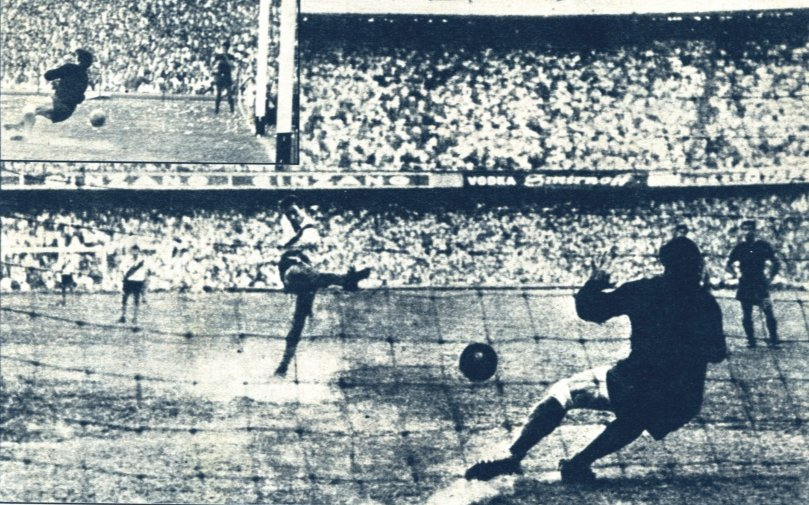
A polêmica defesa de Antonio Roma no pênalti batido por Delém, em duas fotos. A do canto superior esquerdo da imagem mostra o goleiro boquense bem adiantado no momento da defesa.

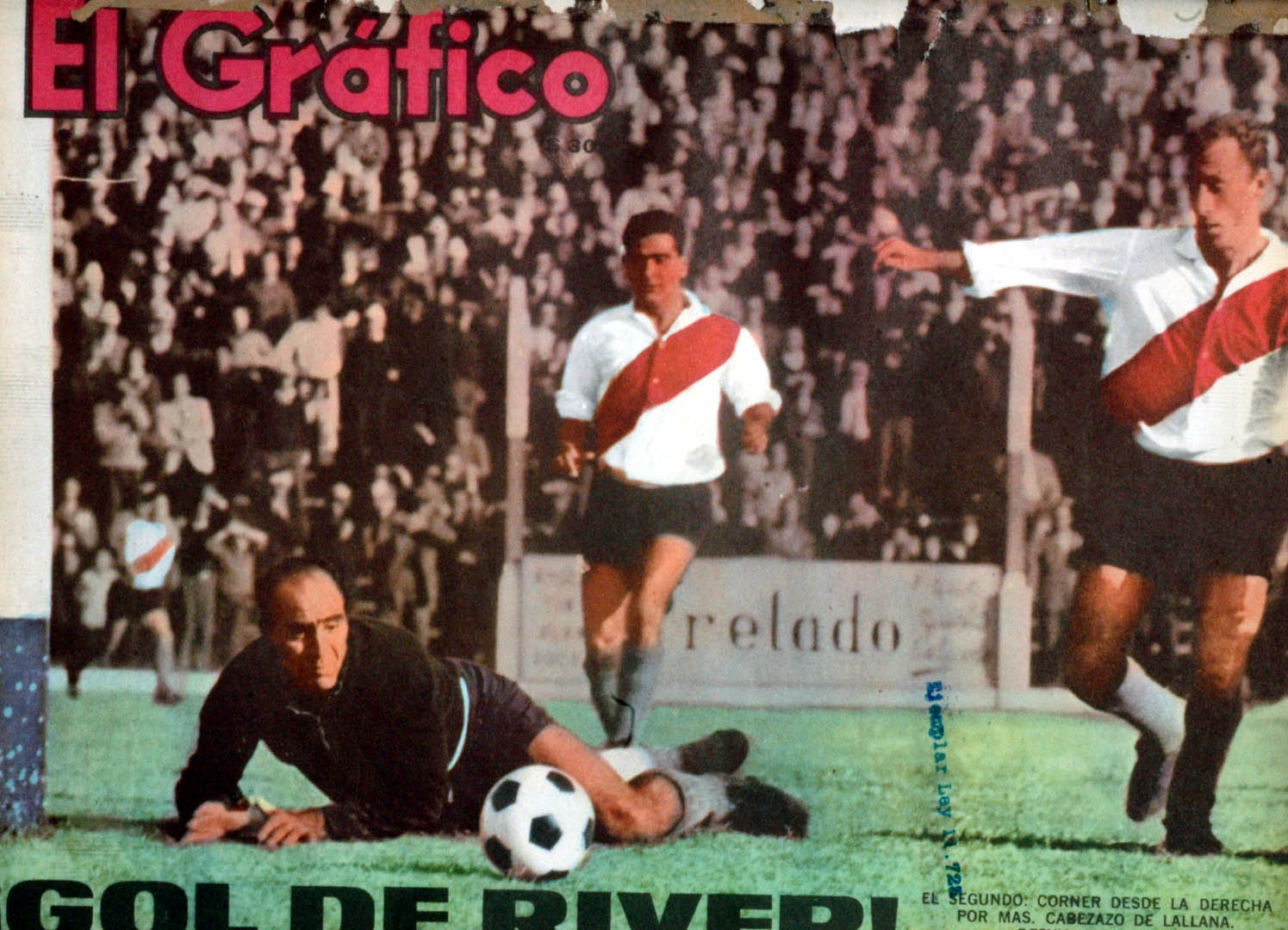
Delém (à direita) pelo River em maio de 1965.

Embora nascido em São Paulo, jamais atuou no futebol paulista. A carreira começou no Rio Grande do Sul, no Grêmio, no qual ingressou ainda nas categorias de base. Teve uma primeira oportunidade em 1954 no time adulto, mas à altura de 1957 ainda era considerado jogador mais presente na equipe de aspirantes - apesar de bons momentos, como uma assistência que abriu vitória de 3-1 sobre o Estrela Vermelha em 1955 e gol que abriu outro 3-1, sobre o Racing, em 1956 (ambos amistosos). Contudo, nunca chegou a marcar gols no Grenal.
Mesmo sem ter se firmado na equipe gaúcha, foi transferido em 1958 ao Vasco da Gama, em negociação que envolveu a troca por Ortunho, por sua vez cedido pelos cruzmaltinos aos tricolores. Delém integrou a campanha campeã naquele ano do Torneio Início do Rio de Janeiro e do "supersuper" campeonato carioca. Naquele ano, marcou um gol cada no clássico com o Botafogo|clássicos com o Botafogo (1-1 amistoso em 14 de junho) e com o Flamengo (1-1 pelo estadual, em 14 de setembro). Contra o Botafogo, fez ainda dois gols em 2-0 pelo Torneio Rio-São Paulo de 1959, ano em que também marcou em vitória de 5-4 sobre o Atlético de Madrid em junho, e em clássico com o Fluminense (vencedor por 3-1 pelo estadual).
Também em 1959, o Vasco foi semifinalista da primeira edição da Taça Brasil. O Vasco vinha embalado após vitória categórica de 4-2 sobre o Botafogo, mas foi derrotado em pleno estádio do Maracanã por 1-0 pelo Bahia no primeiro duelo. Delém fez o gol da vitória por 2-1 na revanche, na Fonte Nova, resultado que pelo regulamento de então apenas forçou um terceiro jogo, no mesmo local. Futuro campeão, o adversário venceu por 1-0 e assim avançou à decisão. Em 1960, Delém já era considerado no Vasco como o sucessor de Almir Pernambuquinho. Pelo Torneio Rio-Sâo Paulo daquele ano, no primeiro semestre, fez gols sobre o America, o futuro campeão carioca de 1960, além de dois cada em 5-0 sobre Portuguesa e em 3-0 sobre o Palmeiras e outros no 1-1 contra o Corinthians  e em clássicos contra Botafogo (1-1) e Fluminense (derrota de 3-2).
A boa fase propiciou jogos pela seleção brasileira, sobretudo ao fim do primeiro semestre 1960. Foi precisamente enfrentando pelo Brasil a seleção da Argentina que Delém  começou a atraiu atenção do país vizinho. Primeiramente, nos duelos válidos pela Copa Roca de 1960, ambos realizados em maio no estádio Monumental de Núñez, do River Plate. No primeiro, marcou gol em derrota por 4-2 - recebendo passe de Julinho Botelho, fez o segundo gol brasileiro, diminuindo provisoriamente a derrota para 3-2; no segundo, fez os dois gols da vitória por 2-0 ao longo dos 90 minutos. Primeiramente, aproveitando cruzamento de Julinho Botelho e, no segundo, um rebote do goleiro adversário. O resultado forçou uma prorrogação resultada em vitória brasileira por 4-1, para a qual Delém foi especialmente importante também no terceiro gol: tabelou com Julinho, cujo arremate desviou em zagueiro adversário e enganou o goleiro. A vitória brasileira por 4-1 é o triunfo mais elástico já conseguido pelo Brasil em clássicos contra a Argentina na casa adversária.
No mesmo ano, pela Taça do Atlântico de 1960, Delém participou em julho de 5-1 no estádio do Maracanã, segunda vitória mais elástica do Brasil em qualquer estádio sobre a arquirrival. Substituiu Coutinho no decorrer de jogo polêmico, vencido de virada na qual Pelé atuou apenas no primeiro tempo, que se encerrava com o placar de 3-1 quando uma confusão generalizada surgiu quando o que seria o quarto gol brasileiro terminou anulado. Nela, Pelé agrediu um dos três adversários que o cercaram - Néstor Cardoso - e, por precaução, foi poupado para a segunda etapa. Delém havia sido precisamente o único jogador que não se envolveu na briga campal e marcou, aos 15 minutos do segundo tempo, o quarto gol efetivamente validado. Na jogada, driblou dois adversários antes do chute final.
O protagonismo de quatro gols em três clássicos contra a Argentina foi decisivo para ser contratado pelo River, para a temporada de 1961, embora essa transferência também viesse a afastar para sempre Delém da seleção brasileira, que não convocava ainda quem atuasse no exterior. Inicialmente, Delém foi observado por um gerente riverplatense que acompanhou jogos seguintes do Vasco, clube que Delém ainda defendia o à altura de abril de 1961. Ainda viria a marcar gols em agosto de 1960 sobre o Botafogo, em vitória de 2-0 pelo estadual, em vitória de 2-1 sobre o próprio River em amistoso em janeiro de 1961 e em alguns clássicos pelo Torneio Rio-São Paulo de 1961 - 4-1 sobre o America, dois em 4-1 sobre o Fluminense e em derrota de 2-1 para o Flamengo.

### River Plate
Delém chegou ao River em um contexto de bastante valorização de jogadores brasileiros após o título na Copa do Mundo FIFA de 1958, a ponto dos compatriotas Moacir (membro do título mundial), Roberto Frojuello (outro presente na conquista da Copa Roca de 1960), Salvador (adquirido junto ao Peñarol) e Décio de Castro serem adquiridos no mesmo período. O clube chegou a formar um ataque com três brasileiros juntos e, no início do ano, teve sucesso em amistosos na Europa. Delém marcou gols em vitórias de 3-2 sobre o Real Madrid (convertendo um pênalti), resultado que encerrou oito anos de invencibilidade absoluta da equipe de Alfredo Di Stéfano contra equipes estrangeiras no estádio Santiago Bernabéu, e de 3-1 sobre o Napoli.
Moacir e Roberto também tiveram bom desempenho na excursão, mas apenas Delém manteria uma regularidade de boas partidas no regresso à Argentina. Em 1961, o clube acabou aquém do esperado, terminando o campeonato argentino em uma terceira colocação a nove pontos do campeão Racing, em tempos nos quais vitórias só valiam dois pontos e não três. Delém marcou seis gols em dezesseis partidas, incluindo um no Superclásico, em derrota de 3-1 na qual os outros gols foram também brasileiros - todos de Paulo Valentim.
Em janeiro de 1962, o River venceria festejado amistoso contra o Santos de Pelé  e ao longo dano efetivamente lutaria pelo título argentino, que não conquistava desde 1957. Delém, formando boa dupla ofensiva com Luis Artime, terminou em terceiro na artilharia do campeonato, com 19 gols. Um deles, em chute a 35 metros de distância no Superclásico válido pelo primeiro turno. Essa partida foi histórica pelos três gols da vitória de virada do River por 3-1 terem saído no espaço de três minutos.
O clube, contudo, permaneceria em jejum até 1975, sendo Delém considerado precisamente um dos grandes ídolos que o River teve a despeito do longo período sem troféus - apesar do próprio brasileiro acabar responsabilizado pela derrocada do torneio argentino de 1962. Naquele contexto, o arquirrival Boca vivia jejum ainda maior, desde 1954. O Gimnasia y Esgrima La Plata foi líder em boa parte do campeonato, mas fraquejou na reta final, na qual a disputa se concentrou como raras vezes entre a dupla principal. Boca e River duelaram na penúltima rodada estando igualados na liderança, um Superclásico histórico novamente sob protagonismo de Valentim e de Delém; o oponente, por ter convertido o único gol, de pênalti, ao passo que Delém acabou como destaque negativo justamente por perder um pênalti que poderia ter empatado o jogo a cinco minutos do fim. A despeito do goleiro boquense Antonio Roma ter se adiantado clamorosamente na defesa, o árbitro, receoso contra a própria segurança, negou-se a ordenar que a cobrança fosse repetida.
No dia seguinte, foi constatada uma lesão no pé de Delém. Já a polêmica do erro arbitral foi reforçada com versão muito difundida de que o juiz teria justificado-se com a assertiva de que "pênalti bem chutado é gol", boato que o próprio Delém desmentia como inverídico. O adversário Antonio Rattín, por sua vez, recordou-se cinquenta anos depois que o goleiro Antonio Roma "sim, se adiantou, mas atenção, que todos sabíamos em que lado ia chutar. Nós nos reuníamos todas as quartas-feiras ao meio-dia na cantina (...) e sabíamos, porque tínhamos (...) espião, que Delém chutava o penal para a direita. Isso sabia até Carmelo Simeone, que era o designado para ir ao gol caso Roma se lesionasse, porque nessa época não havia substituições. Então se Roma não se jogasse para esse lado, o matávamos. Agora, de adiantar-se não lhe dizemos nada, isso foi ideia dele".
A despeito do vice-campeonato traumático, Delém foi ao fim do ano requisitado pelo Atlético de Madrid, mas o presidente riverplatense Antonio Vespucio Liberti o considerava intransferível. Na pré-temporada de 1963, realizada em dez partidas invictas entre Peru, Colômbia (incluindo um 0-0 em Cali contra o Botafogo de Garrincha) e Equador (cuja própria seleção perdeu de 8-1 em Guayaquil) o brasileiro marcou sete gols. No campeonato argentino, ele fez quatro gols em 22 jogos. O River tornou a brigar pelo título, dessa vez contra o Independiente. Porém, uma inoportuna nova derrota em Superclásico na reta final, mesmo dentro do Monumental, acabou por permitir a ultrapassagem do concorrente da vez.
O River terminou em terceiro no campeonato de 1964, mas sem conseguir competir verdadeiramente contra o campeão, novamente o Boca - persistindo-se desgosto especial pela conquista do rival ter se garantido pela primeira vez em pleno Superclásico, na penúltima rodada, após gol de antigo ídolo riverplatense convertido em jogador auriazul (Norberto Menéndez). Delém jogou dez vezes naquela temporada e marcou três gols. Em setembro 1965, ele participou do jogo de inauguração do estádio Mineirão, entre o River e a seleção mineira, vencedora por 1-0.
O torneio de 1965, por sua vez, voltou a ver Boca e River disputarem o título. E, novamente, o Boca sobressaiu-se após outro triunfo em Superclásico ao fim do certame, na antepenúltima rodada: o resultado de 2-1, de virada e com outro gol de Menéndez, serviu para o rival ultrapassar o River. Delém jogou dezessete vezes e marcou três gols, tornando-se de vez reserva a partir de 1966, ano em que o clube teve dois novos vice-campeonatos.
Em junho, o River foi derrotado por 4-2 no último jogo da Copa Libertadores da América de 1966 pelo Peñarol embora chegasse a estar vencendo-o por 2-0; naquela campanha, Delém foi utilizado sobretudo na primeira fase de grupos, não chegando a participar dos três duelos finais contra os uruguaios. Já no campeonato argentino, o clube alcançou pontuação suficiente para render-lhe o título em todas as outras edições ocorridas na década de 1960, menos naquela, diante da sequência notável de 39 jogos seguidamente invictos do concorrente Racing. O brasileiro, no torneio nacional, foi utilizado em seis partidas e deixou um gol.
Delém continuou a jogar no River até 1967, ano em que marcou apenas um gol, na vitória de 7-0 sobre o 31 de Octubre pela Libertadores daquela temporada; no campeonato argentino, só esteve em duas partidas. Apesar da falta de títulos, foi reconhecido pelos argentinos como um jogador de futebol elegante, técnico e cerebral.
Quando deixou o clube, apenas o uruguaio Walter Gómez superava Delém em gols (77 contra 38) dentre os jogadores estrangeiros do River, defendido por Gómez entre 1950-55. À altura de 2024, o brasileiro é o 11º maior, vindo a ser ao longo dos anos superado pelos 137 de Enzo Francescoli (1983-86 e 1994-97), 62 de Juan Pablo Ángel (1998-2000), pelos 55 de Rafael Santos Borré (2017-21), pelos 47 de Marcelo Salas (1996-1998 e 2003-05), pelos 45 de Radamel Falcao (2005-09) e de Miguel Borja (desde 2022), 43 de Antonio Alzamendi (1982-83 e 1986-88), 41 de Rodrigo Mora (2012-18) e 39 de Rubén da Silva (1989-93). Destacava-se também servindo colegas, sendo rotulado juntamente com Ermindo Onega como um dos melhores companheiros que teve nesse aspecto por Oscar Más, segundo maior artilheiro da história do River.

### Final da carreira
Já com 32 anos, foi repatriado pelo America, pelo qual chegou a marcar gol em triunfo de 5-3 sobre o Vasco da Gama em fevereiro de 1968. No ano seguinte, esteve na Universidad Católica, com a qual participou de campanha semifinalista da Copa Libertadores da América de 1969, eliminada pelo futuro campeão Estudiantes de La Plata.

### Títulos
Grêmio
- Campeonato Gaúcho: 1956 e 1957
- Campeonato Citadino de Porto Alegre: 1956 e 1957

Vasco da Gama
- Campeonato Carioca: 1958
- Torneio Início do Rio de Janeiro: 1958
- Taça Cidade do Rio de Janeiro: 1959

River Plate
- Torneio Triangular de Buenos Aires: 1962
- Torneio Quadrangular de Bogotá: 1964

Seleção Brasileira
- Copa Roca: 1960
- Taça do Atlântico: 1960

## Em comissões técnicas

### River, Huracán e Vélez
Ainda em 1970, Delém logo voltou à Argentina e ao River, como auxiliar técnico do compatriota Didi, cujo bom trabalho com a seleção peruana na Copa do Mundo FIFA de 1970 fizera-no ser chamado a Núñez para quebrar o chamativo jejum riverplatense, que ainda se arrastava.
Didi e Delém buscaram valorizar, além do futebol bonito, as categorias de base do clube, lançando desde então futuros ídolos como Reinaldo Merlo, Carlos Morete, Juan José López e Norberto Alonso. Segundo Delém, era mais útil ensinar dribles de caneta do que como desarmar um adversário a chutes. Apesar de bons resultados, os troféus não vieram e Didi acabou saindo em 1972.
Delém, por sua vez, conduzia juntamente com Bruno Rodolfi as divisões de base até 1972, sendo então nomeado diretor geral de futebol amador juntamente com Roque Ditro. Em 1973, foi realocado como treinador do time principal. Teve um bom início, com quatro vitórias e um empate nos cinco primeiros jogos, marca que somente outros três treinadores haviam conseguido até então no clube - e igualada desde então por somente outros quatro. Com isso o brasileiro, inicialmente apenas técnico interino, acabou efetivado para o restante da temporada. Promoveu no clube a estreia do goleiro Ubaldo Fillol e logrou doze dos primeiros pontos possíveis. Com Delém, o clube classificou-se ao quadrangular final que decidiu o Torneio Nacional.
O quadrangular final se desenrolou em turno único em campos neutros, e uma derrota inicial para o Rosario Central, que venceu também a segunda rodada (sobre o Atlanta), acabou favorecendo a equipe rosarina. O River foi à rodada final ainda com chances de título, caso vencesse e o concorrente perdesse, já em 30 de dezembro. Ambos empataram seus jogos, combinação que terminou para assegurar o título ao Central. Um dos jogadores do elenco millonario, Enrique Wolff, seguia lamentando à altura de 2005, quando enumerou fatores extracampo para a derrocada: "estivemos a ponto de sermos campeões com a equipe de Delém, mas havia curto-circuitos com a direção. Era incrível, mas havia brigas dirigentes-plantel faltando uma partida para a final. Politicamente, o River sempre foi muito difícil". O brasileiro, por sua vez, recordaria que "me despediram ao fim do ano quando se produziu um problema econômico com o plantel pelo tema de premiação financeira que concluiu com a renúncia do escrivão Julian William Kent, presidente [do clube] naquela época".
No mês seguinte, em janeiro de 1974, Néstor Rossi já era o novo treinador do River. A ausência de títulos pendente desde 1957 se estenderia até 1975, e, ironicamente, Delém àquela altura treinava justamente o principal concorrente do River, o Huracán. Delém assumiu o Huracán a partir da 14ª rodada do Torneio Metropolitano e permaneceu até o fim do ano. No período, veio o vice-campeonato no Metropolitano de 1975.
Dois dos jogos do Huracán de Delém foram especialmente recordados, figurando em lista das cem maiores partidas dos primeiros cem anos do clube: o 7-1 sobre o Chacarita Juniors, em 4 de junho, e o 6-1 sobre o Atlanta, em 27 de julho - jogo no qual o Clarín descreveu como dia de "tabelas curtas, destrezas acumuladas e vários luxos", "uma verdadeira obra de arte". A três rodadas do fim, o time venceu por 1-0 o Boca Juniors, que seguia invicto havia 19 partidas; ainda assim, "os jogadores do Huracán tomaram como a coisa mais natural do mundo", no elogio da revista El Gráfico. Era a sétima vitória seguida, que virariam oito, trajetória que vinha permitindo que os huracanenses brigassem pelo título; as oito partidas seguidamente vencidas ainda são a maior sequência de triunfos desse clube no profissionalismo, embora a oitava delas se desse precisamente na mesma data (a da penúltima rodada) em que o troféu foi mesmo garantido pelo River.
Muitos protagonistas da redentora conquista riverplatense eram jovens, então mais maduros, que haviam começado a ser valorizados a partir do trabalho de Didi e Delém no início da década. Para 1976, Delém treinou o Vélez Sarsfield, entre setembro e novembro. A experiência não foi positiva, sendo lembrada por ocasião na qual o brasileiro chegou a ser expulso sob ameaça de revólver dos vestiários por líder da torcida organizada velezana e futuro presidente do clube, Raúl Gámez. Chegou a voltar a trabalhar como auxiliar de Didi, quando este treinou o Al-Ahli, da Arábia Saudita. 

### Como técnico de Maradona: Argentinos Juniors
Delém reapareceu no cenário argentino como treinador de Diego Maradona no Argentinos Juniors, com o qual trabalhou entre março e setembro de 1979 nos campeonatos domésticos. Sucedeu Victorio Spinetto, ainda técnico do Argentinos ao final de dezembro de 1978; Em fevereiro, já treinava Maradona em amistosos de pré-temporada na Colômbia; a transferência do atacante Claudio Premici à equipe colombiana do Bucamaranga incluiu um amistoso entre os dois clubes, estendido a uma excursão àquele país.
Maradona foi o astro da excursão, acumulando sete gols em três partidas: abrindo o placar no 1-1 com o Bucamaranga no dia 9; marcando os dois em derrota de 3-2 para o América de Cali dois dias depois, causando sensação de antemão com o esgotamento de ingressos - gerando declaração do colega Silvano Espíndola na qual "as pessoas encaravam como se fosse a final da Copa do Mundo. Passaram a noite fazendo ruído no hotel para não nos deixar dormir. Não era uma partida de Copa Libertadores, era um amistoso". Essa partida valia pela semifinal do quadrangular "Torneo Gobernación del Valle", cujo jogo pelo terceiro lugar viu quatro gols de Maradona em triunfo de 5-1 sobre o Cúcuta, no dia 11.
Na sequência, a equipe visitou o Equador, na primeira vez em que Maradona esteve nesse país. A LDU Quito venceu por 7-0 no dia 18 de fevereiro, ocasião na qual os argentinos tiveram três jogadores expulsos por reclamação após protestarem por impedimento nos dois primeiros gols. A necessidade de sempre arrecadar dinheiro para garantir a permanência de Maradona no Argentinos forçava o clube a aceitar amistosos mesmo que sob condições esportivas periclitantes, que desgastavam muita das possibilidades da equipe brigar seriamente por título em competições oficiais. O Torneio Metropolitano de 1979 dividiu os clubes em dois grupos de dez equipes cada um e Maradona continuou deslumbrando, acumulando quatorze gols que lhe renderam a artilharia do certame. Porém, uma questionável punição privou o clube de utilizar seu astro na reta final. Partidários do Argentinos reconheciam que o plano de jogo de Delém potencializava o astro e que a equipe atacava "de verdade", sendo "uma maquininha", a ponto de o então treinador do Boca Juniors, Juan Carlos Lorenzo, verbalizar que "o importante era não deixa-los agir com a bola, porque esses garotos do Argentinos te pintam a cara".
À altura da 6ª rodada, no fim de semana de 8 de abril, o Argentinos, embora só houvesse somado um ponto nos dois primeiros jogos, já era líder isolado de seu grupo. Foi nesse contexto que Maradona conheceu pessoalmente Pelé, sendo autorizado por Delém a viajar rapidamente ao Brasil para um encontro entre ambos promovido pela revista El Gráfico. Eles trocaram elogios sobre Delém, a quem Pelé, informado da liderança provisória do Argentinos, pediu que Diego repassasse desejos de boa sorte no campeonato. No compromisso seguinte, em 15 de abril, o líder derrotou por 3-1 o River Plate, com três gols de Maradona - em um deles, driblando três adversários antes de arrematar. O Argentinos liderava com 11 pontos, dois acima dos principais concorrentes, que ainda eram o Racing e o Newell's Old Boys.
Pela 9ª rodada, Maradona foi expulso em vitória por 3-1 sobre o Gimnasia y Esgrima La Plata, recebendo inicialmente apenas a rodada seguinte como suspensão, automática. Compromissos com a seleção argentina na sequência, porém, estenderam o desfalque até a 14ª rodada. Nela, ele regressou com dois gols em goleada de 5-1 sobre o Platense, já em 10 de junho. Quatro dias depois, o Argentinos visitou o Gimnasia y Esgrima de Mendoza em amistoso hostil, no qual Maradona foi expulso por insultar o árbitro Rafael Bogdanowsky, contra quem vinha descontente com a recusa deste em punir as diversas faltas sofridas. Embora amistosa e diante de vaias do próprio público mendocino à conduta arbitral, a partida viria a ter reflexos no campeonato argentino, em momento no qual o Argentinos concorria pela liderança palmo a palmo com o River. Maradona receberia seis jogos de suspensão.
Até o julgamento disciplinar ocorrer, Maradona pôde atuar em mais alguns jogos: 1-1, com gol dele, na visita ao Newell's, em 17 de junho, pela 14ª rodada; 3-2 sobre o Huracán, com três gols dele, pela 15ª rodada, em 23 de junho, resultado que igualou o Argentinos ao River na liderança; amistoso dois dias depois pela seleção, com gol dele, derrotada por 2-1 para o Resto do Mundo no amistoso que ironicamente festava o primeiro aniversário do título argentino na Copa do Mundo FIFA de 1978; derrota de 1-0 para o River, em 1º de julho, pela 16ª rodada, que veio a ser a última com a qual Delém pôde contar com Maradona no Metropolitano; e amistoso do Argentinos contra a seleção peruana, que se preparava para a Copa América de 1979 e contra quem Dieguito abriu o placar de 2-2 em Lima em 4 de julho. Em meio à essa excursão, fez-se se conhecer a chamativa suspensão.
Restavam inicialmente duas partidas da fase de grupos e o Argentinos pôde vencer ambas, mas sem impedir que a liderança permanecesse com o River. O segundo colocado também se classificaria e Argentinos e Vélez Sarsfield terminaram igualados nessa colocação, forçando um jogo-extra em 22 de julho. Para ele, Diego seguiria punido, apesar de tentativa dos diretores em obter um efeito suspensivo especial para aquele embate, e o Vélez terminou goleando por 4-0. Além da desclassificação, se credita que a suspensão também inviabilizou que Maradona terminasse isolado na artilharia, que acabou dividida com Sergio Fortunato, do Estudiantes de La Plata.
Encantado com Maradona, Delém elaborou um planejamento que visava fortalecer o Argentinos para atrair novas excursões, convencendo o antigo pupilo Enrique Wolff a sair do Real Madrid mesmo sem que este conhecesse Maradona ainda; Wolff relembrou em 2005 que "me telefonou Delém, a quem conhecia do River, e me convenceu: 'temos um jogador que é um monstro e quero rodeá-lo com duas ou três figuras de destaque para imitar o Santos do Brasil e jogar por todo o mundo'. Gostei da ideia. (...) O monstro era Diego, claro". Além de Wolff, o outro jogador de relevo contratado para os planos de Delém foi Ricardo Giusti. Contudo, os planos duraram pouco, diante da precoce demissão do brasileiro.
A suspensão imposta a Maradona combinada com o desfalque dele para a Copa América de 1979 em julho e para a Copa do Mundo FIFA Sub-20 de 1979 entre agosto e setembro fizeram com que Delém o treinasse por apenas mais três partidas após o Metropolitano, duas delas amistosas: com o Chaco For Ever, em 10 de agosto (1-1, com gol dele); e a partida que festejou os 75 anos do Argentinos Juniors, ocasião famosa na qual o clube foi reforçado com o goleiro Hugo Gatti (do Boca Juniors) e com o armador Ricardo Bochini (do Independiente), famoso ídolo de Dieguito. O jogo foi vitória de 5-4, com dois gols dele, sobre o Talleres, com Maradona viajando precisamente no dia seguinte ao Japão para o Mundial sub-20.
Apesar de diversos outros clubes cederem jogadores para o Mundial sub-20, o Torneio Nacional foi iniciado em paralelo e Maradona desfalcou o clube nas duas rodadas iniciais. O time não venceu. Ele reapareceu na terceira rodada. Teve grande atuação no empate em 1-1 com o Racing, com a crítica esportiva reconhecendo que a trave e grande atuação do goleiro racinguista Agustín Cejas foram os empecilhos para o que teria sido uma vitória justa do Argentinos. O terceiro jogo seguido sem vitória acabou encerrando o ciclo de Delém no clube; para a quarta rodada, Miguel Ángel López já era o novo treinador de Maradona.
Wolff, mais de uma vez, classificaria a demissão do brasileiro como precoce, em depoimentos dados em 2005  e em 2009. Ao fim daquele Torneio Nacional, Maradona acabaria novamente artilheiro do campeonato. Contudo, seu time terminou novamente a dois pontos da classificação aos mata-matas, perdida para o Atlético Tucumán, vencedor nos dois duelos diretos, ambos já com López de treinador do Argentinos. Delém acabaria sendo o único brasileiro a ter treinado Maradona, desconsiderando-se amistosos.

### San Lorenzo e Gimnasia de Jujuy
Em 1980, Delém treinou rapidamente o San Lorenzo, para substituir Carlos Bilardo. Sua contratação veio a polemizar, gerando disputas internas entre os diretores do clube, por alguns destes considerarem excessivos os gastos financeiros inerentes às contratações requisitadas pelo brasileiro. Delém tornou-se o único brasileiro a trabalhar em ambos os lados da rivalidade Huracán-San Lorenzo, mas seu novo clube estava sob grande crise econômica que o havia feito vender seu antigo estádio do Gasómetro no ano anterior..
Na pré-temporada, Delém treinou o San Lorenzo em amistoso festivo dos 70 anos do Vélez Sarsfield (vencedor por 2-0 em 28 de janeiro); em curioso triunfo de 4-1 sobre a seleção húngara, também convidada para as festividades velezanas, em 30 de janeiro; e no amistoso de inauguração de arquibancadas novas do Luján (vencendo-o por 3-0 em 14 de fevereiro). No campeonato argentino, contudo, o brasileiro só durou as duas primeiras rodadas, entre fevereiro e a primeira quinzena de março.
Em 1982, o brasileiro queixou-se publicamente de sentir-se boicotado após críticas que realizara aos bastidores do futebol argentino: "em nenhum momento pronunciei a palavra máfia, mas tenho certeza: há uma organização que se dedica a arranjar emprego para técnicos. E mais: um pacto secreto entre os dirigentes para não empregar os que façam críticas. Isso explica eu e Perfumo não termos trabalho. O caso de Vázquez, no River, é uma prova: quem assina a escalação é Ramos Delgado, e todo mundo finge que não vê. Não sei para que estudei tanto: aqui, diploma parece não servir para nada". Perfumo chegaria a passar cerca de dez anos sem trabalhar como técnico, entre 1981 e 1990, como suposta retaliação por cobrar judicialmente salários atrasados, conduta que era vista como imperdoável pelos dirigentes; mas, ainda em 1984, preferiu contestar a insinuação do brasileiro, descrevendo-a como equivocada.
A última experiência de Delém como treinador de adultos de modo não-interino foi no Gimnasia y Esgrima Jujuy, em 1986, sendo campeão do campeonato provincial de Jujuy, em contexto especialmente importante dos torneios provinciais - pois serviriam também de qualificatórios à primeira edição nacionalizada da segunda divisão argentina, até então restrita de modo oficial a clubes da Grande Buenos Aires, La Plata, Rosario e Santa Fe. Apenas os campeões das ligas do interior se classificariam, sendo a volta olímpica de Delém descrita como especialmente emotiva.

### Reconhecido pelos juvenis do River
Em 1990, retornou outra vez ao River Plate, na função de diretor das categorias de base millonarias. Alfredo Davicce, presidente do clube na ocasião do título riverplatense no Mundial Interclubes de 1986, considerava Delém um de seus consultores de mais confiança na tomada de determinadas decisões. Um dos atletas trabalhados por Delém, Diego Cocca, relembraria dele em 2016 como "um cara que cultivava permanentemente que a equipe jogasse. Te falava com sotaque brasileiro, o gracejavam, um cara muito divertido, bem brasileiro, um cara que retirava o drama do futebol e que queria que jogássemos bem".
Seu trabalho renderia grandes dividendos para o River, que naquela década de 1990 revelaria (e lucraria com as respectivas vendas, além de títulos) Ariel Ortega, Hernán Crespo, Marcelo Gallardo, Pablo Aimar, Matías Almeyda, Santiago Solari e Javier Saviola, dentre outros. Além de coordenador, Delém ocasionalmente também era o técnico da equipe sub-20, com a qual em 25 de outubro de 1997 chegou a treinar vitória de 4-1 do River em Superclásico com o Boca Juniors no campeonato da categoria, comandando na ocasião Aimar e Solari. Delém também foi treinador interino da equipe principal na primeira rodada do Clausura 2000, entre a saída repentina de Ramón Díaz ao fim da pré-temporada e a chegada de Américo Gallego. O clube viria a ser campeão, no que foi o único título de sua equipe principal tendo a participação do ídolo brasileiro. Díaz havia conduzido a pré-temporada mas se demitido, para surpresa geral, a 48 horas da estreia no Clausura. Com o brasileiro de técnico, o River venceu por 2-1, como visitante, o Instituto de Córdoba.
Porém, Delém e toda a comissão técnica que ele liderava foi demitida em dezembro de 2001, pelo novo presidente do River na época, José María Aguillar, por motivos políticos - pela proximidade de Delém com ex-presidente Alfredo Davicce. O brasileiro reclamaria da injustiça até as últimas declarações públicas que deu: "fazer bem meu trabalho foi o único crime que cometi. Me deixou muito triste ir assim. A dizer que tenho um assento para ir ao estádio, mas não o uso porque me gera nostalgia. Nunca me deram uma explicação. Mas se alguém entre em um clube ou em uma empresa e nesse setor trabalha bem, por quê o vão tirar?". Sua saída é apontada como um dos motivos para as categorias inferiores do clube terem se desvalorizado a longo prazo: de fato, as vendas de Andrés D'Alessandro, Gastón Fernández, Fernando Cavenaghi, Maxi López, Javier Mascherano, Martín Demichelis, Gonzalo Higuaín e Juan Pablo Carrizo, todos eles também trabalhados por Delém, embora altas, foram menores que as cifras que o clube recebeu na década anterior. A rápida decadência do setor já se fazia notar à altura de 2003.
Uma das últimas revelações com quem pôde trabalhar nos juvenis foi Diego Buonanotte, cujo próprio avô estava descrente nas chances de êxito após um teste ruim no Racing, ficando surpreso com a insistência do brasileiro - descrito em reportagem a respeito como alguém com "olho apurado como poucos para distinguir em cinco minutos o selo de qualidade riverplatense". Outro jogador com quem Delém chegou a trabalhar, curiosamente, viria a se tornar grande carrasco do clube - José Sand, que deteve recorde de gols nas categorias de base do River e foi recomendado ainda em 1998 à equipe principal pelo brasileiro, embora jamais conseguisse se firmar nela e sim no Lanús, do qual é o maior goleador da história.
Com o tempo, o grande questionamento ao reconhecido bom trabalho de Delém foi a perda de Lionel Messi, cujos bons testes no River em agosto de 2000 não foram suficientes para que terminasse incorporado pelo clube. As críticas variam desde à responsabilidade inerente ao cargo de diretor geral possuído pelo brasileiro a uma frase atribuída a Delém de que "como ele, há vários aqui". Ainda em vida, o brasileiro defendeu-se mais de uma vez ao diário Olé que Messi não teria permanecido diante da recusa de sua família em deixa-lo jovem demais em Buenos Aires. Ao jornal espanhol As, a suposta responsabilidade de Delém foi afastada pelo funcionário que mais lutou pela permanência de Messi, Eduardo Abrahamian, segundo o qual Delém não havia deixado de surpreender-se com Messi e que teria ocorrido efetiva movimentação interna do clube para contratar o garoto; o River, todavia, não obteve mais notícias da família de Lionel. Ao também espanhol jornal El País, Abrahamian viria a detalhar em 2015 que era preciso sobretudo que os dirigentes do River aprovassem a contratação e que os observadores juvenis não podiam "se meter com as necessidades da família do garoto". Alfio Basile, por sua vez, acabou se tornando o único a treinar oficialmente Messi e Diego Maradona.
Após deixar o River, Delém continuou a trabalhar com promessas, chegando a participar de um programa televisivo voltado para esta finalidade. Também foi diretor dos juvenis do Ferro Carril Oeste, em 2003. Seguiu vivendo em Buenos Aires, com residência no bairro de Belgrano.

### Títulos
Gimnasia y Esgrima de Jujuy
- Liga Jujueña: 1986

River Plate
- Campeonato Argentino: Clausura 2000 (interino)

## Morte
Morreu no dia 28 de março de 2007, aos 71 anos, vítima de um ataque cardíaco fulminante, em uma confeitaria no número 500 da rua Paraguay, em Buenos Aires.